# Timur Kapadze
Timur Kapadze (oroszul: Тимур Тахирович Кападзе (Tyimur Tahirovics Kapadze); Fergana, Szovjetunió, 1981. szeptember 5. –) ahiska török származású üzbég –  
korábbi profi – labdarúgó középpályás. 2025-től az üzbég labdarúgó-válogatott vezetőedzője, aki történelmi siker ért el a csapatával, kijutottak a 2026-os labdarúgó-világbajnokságra.

## Pályafutása

### A válogatottban
2002 és 2015 között játszott az  üzbég válogatottban, és négyszer vett részt az Ázsia-kupán. A válogatottban 2002. május 14-én mutatkozott be a  Szlovákia elleni barátságos mérkőzésen. Első gólját az üzbég válogatottban 2003. november 17-én szerezte a Tádzsikisztán elleni találkozón.
Négy Ázsia-kupa-döntőben szerepelt a válogatottban. 2004-ben négy mérkőzésen lépett pályára a negyeddöntőig; 2007-ben négy mérkőzésen játszott és két gólt szerzett a negyeddöntőkben. A 2011-es Ázsia-kupában pedig hat mérkőzés után jutott be az elődöntőbe. Két mérkőzésen lépett pályára a 2015-ös Ázsia-kupán, ahol Üzbegisztán bejutott a negyeddöntőbe.

## Sikerei, díjai

### Klubcsapatokkal
Neftchy
- Üzbég szuperliga (1): 2001
- Üzbég Szuperliga ezüstérmes (3): 1998, 1999, 2000

Pakhtakor
- Üzbég szuperliga (6): 2002, 2003, 2004, 2005, 2006, 2007
- Üzbég kupa (6): 2002, 2003, 2004, 2005, 2006, 2007
- FÁK-kupa (1): 2007
- AFC-bajnokok ligája elődöntő (2): 2003, 2004

Bunyodkor
- Üzbég szuperliga (3): 2008, 2009, 2010
- Üzbég kupa (2): 2008, 2010
- AFC-bajnokok ligája elődöntő (1): 2008

Aktöbe
- Kazak Premjer-liga (1): 2013
- Kazak Premjer-liga ezüstérmes (1): 2014
- Kazak szuperkupa (1): 2014[3]

Lokomotiv
- Üzbég szuperliga (2): 2016, 2017
- Üzbég kupa (2): 2016, 2017
- Üzbég szuperkupa (1): 2014

### A válogatottal
Üzbegisztán
- Ázsia-kupa elődöntő: 2011

### Edzőként
Üzbegisztán U23
- U23-as Ázsia-bajnokság második helyezett (2): 2022, 2024

### Egyéni
- Az év üzbég futballedzője: 2022, 2024